# 올림픽 라이베리아 선수단
라이베리아는 1956년부터 1968년, 1976년, 1980년, 1992년을 제외하고 매년 하계 올림픽에 선수단을 파견했지만 올림픽 메달을 획득한 적은 없다. 라이베리아 출신 선수는 동계 올림픽에 참가한 적이 없다.
라이베리아 국가 올림픽 위원회는 1954년에 결성되었고, 1955년에 국제 올림픽 위원회의 승인을 받았다.

## 대회별 메달 집계

### 하계 올림픽 메달 집계
| 경기                  | 선수             | 금               | 은               | 동               | 합계             | 순위             |
| 1956년 멜버른         | 4                | 0                | 0                | 0                | 0                | –                |
| 1960년 로마           | 4                | 0                | 0                | 0                | 0                | –                |
| 1964년 도쿄           | 1                | 0                | 0                | 0                | 0                | –                |
| 1968년 멕시코시티     | 불참             | 불참             | 불참             | 불참             | 불참             | 불참             |
| 1972년 뮌헨           | 5                | 0                | 0                | 0                | 0                | –                |
| 1976년 몬트리올       | 불참             | 불참             | 불참             | 불참             | 불참             | 불참             |
| 1980년 모스크바       | 개회식 이후 철회 | 개회식 이후 철회 | 개회식 이후 철회 | 개회식 이후 철회 | 개회식 이후 철회 | 개회식 이후 철회 |
| 1984년 로스앤젤레스   | 7                | 0                | 0                | 0                | 0                | –                |
| 1988년 서울           | 8                | 0                | 0                | 0                | 0                | –                |
| 1992년 바르셀로나     | 불참             | 불참             | 불참             | 불참             | 불참             | 불참             |
| 1996년 애틀랜타       | 5                | 0                | 0                | 0                | 0                | –                |
| 2000년 시드니         | 8                | 0                | 0                | 0                | 0                | –                |
| 2004년 아테네         | 2                | 0                | 0                | 0                | 0                | –                |
| 2008년 베이징         | 3                | 0                | 0                | 0                | 0                | –                |
| 2012년 런던           | 3                | 0                | 0                | 0                | 0                | –                |
| 2016년 리우데자네이루 | 2                | 0                | 0                | 0                | 0                | –                |
| 2020년 도쿄           | 3                | 0                | 0                | 0                | 0                | –                |
| 2024년 파리           | 미래의 이벤트    |                  |                  |                  |                  |                  |
| 2028년 로스앤젤레스   | 미래의 이벤트    |                  |                  |                  |                  |                  |
| 2032년 브리즈번       | 미래의 이벤트    |                  |                  |                  |                  |                  |
| 합계                  | 합계             | 0                | 0                | 0                | 0                | –                |